# Iselmeletica flabellicornis
Iselmeletica flabellicornis is een keversoort uit de familie van oliekevers (Meloidae). De wetenschappelijke naam van de soort is voor het eerst geldig gepubliceerd in 1966 door Kaszab.